# Richard Arwed Pfeifer
Richard Arwed Pfeifer (* 23. November 1877 in Brand-Erbisdorf; † 15. März 1957 in Leipzig) war ein deutscher Mediziner und Hirnforscher.

## Leben
Nach der Schule besuchte Pfeifer das Lehrerseminar in Nossen, wo er von 1892 bis 1898 zum Volksschullehrer ausgebildet wurde. Anschließend arbeitete er drei Jahre lang als Hilfslehrer an der St.-Nicolai-Schule in Meißen. Hier absolvierte er die sog. Wahlfähigkeitsprüfung mit Auszeichnung und konnte so ohne Abitur ab 1901 Pädagogik, Mathematik und Naturwissenschaften studieren. 1905 wurde er bei Wilhelm Wundt in physiologischer Psychologie promoviert. 1907 legte er das Staatsexamen für das höhere Lehramt ab und wurde Seminarlehrer in Rochlitz und Bautzen. Später arbeitete er als Oberlehrer in Dresden.
1910 heiratete Pfeifer Anna Eger, aus der Ehe ging eine Tochter hervor. Die Eheschließung ermöglichte es ihm, 1910 den Staatsdienst zu verlassen, das Abitur nachzuholen und von 1912 bis 1915 an den Universitäten Leipzig und München Medizin zu studieren.
1915 wurde Pfeifer Assistenzarzt an der Psychiatrischen und Nervenklinik in Leipzig. 1916 wurde er promoviert. Im Ersten Weltkrieg leitete er die Abteilung für Hirnverletzte eines Feldlazaretts. 1920 wurde Pfeifer habilitiert und 1924 wurde er außerplanmäßiger Professor und Oberarzt und Leiter der Kinderabteilung. 1927 erlangte Pfeifer die erste planmäßige Professur für Hirnforschung in Deutschland.
1932 wurde Pfeifer zum ordentlichen Mitglied der Deutschen Akademie der Naturforscher Leopoldina in Halle gewählt. Nach 1933 ging er in die innere Emigration, arbeitete weiterhin als Arzt und setzte seine Forschungen fort. Im Zweiten Weltkrieg zerstörten Bomben die Wirkungsstätten Pfeifers in Leipzig.
Nach Kriegsende wurde er zum kommissarischen Direktor der Psychiatrischen und Nervenklinik berufen und gründete das Hirnforschungsinstitut neu. 1949 wählte ihn die Sächsische Akademie der Wissenschaften zum Mitglied. 1952 gab Pfeifer die Leitung der Nervenklinik an Dietfried Müller-Hegemann ab. Fünf Jahre später gab er auch die Leitung des Hirnforschungsinstituts ab.

## Veröffentlichungen (Auswahl)
- Über Tiefenlokalisation von Doppelbildern. Engelmann, Leipzig 1906 (Leipzig, Univ., Diss., 1905).
- Kritik der Schrift Friedr. Immanuel Niethammers: „Der Streit des Philanthropinismus und Humanismus in der Theorie des Erziehungsunterrichts unserer Zeit Jena 1808“, ein Beitrag zur Geschichte der Gymnasialpädagogik. Schalscha-Ehrenfeld, Leipzig 1907.
- Das menschliche Gehirn, nach seinem Aufbau und seinen wesentlichen Leistungen. Engelmann, Leipzig 1911.
- Über den feineren Bau des Zentralnervensystems eines Anencephalus, eine hirnanatomische Studie. Karger, Berlin 1916 (Zugl.: Leipzig, Univ., Diss., 1916).
- Myelogenetisch-anatomische Untersuchungen über das kortikale Ende der Hörleitung. Teubner, Leipzig 1920 (Abhandlungen der Mathematisch-Physischen Klasse der Sächsischen Akademie der Wissenschaften; 37,2) (Digitalisat).
- Der Geisteskranke und sein Werk, eine Studie über schizophrene Kunst. Kröner, Leipzig 1923.
- Leitende Gesichtspunkte für die Psychopathologie des Kindes im vorschulpflichtigen Alter, öffentliche Antrittsvorlesung, gehalten am 21. Nov. 1925 im Auditorium Maximum der Universität Leipzig. Marhold, Halle (Saale) 1926.
- Die Angioarchitektonik der Grosshirnrinde. Springer, Berlin 1928.
- Grundlegende Untersuchungen für die Angioarchitektonik des menschlichen Gehirns. Springer, Berlin 1930.
- Anastomosen der Hirngefässe: Dargestellt am asphyktisch hyperämischen Kindergehirn. Barth, Leipzig 1931.
- Sonderpädagogik und Erziehungsberatung: Vorträge gehalten vom Herausgeber und seinem Schülerkreise auf der Sondertagung zum Gautreffen des N.S.L.B. Sachsen am 6. Oktober 1934. Kröner, Leipzig 1934.
- Kreislauf und Hirntuberkulose: Untersuchungen zur Pathoangioarchitektonik der entzündlichen Hirnkrankheiten. Steinkopff, Dresden u. a. 1935.
- Die angioarchitektonische areale Gliederung der Grosshirnrinde, auf Grund vollkommener Gefässinjektionspräparate vom Gehirn des Macacus rhesus anatomisch dargestellt. Thieme, Leipzig 1940.
- Neue Ergebnisse über die Angioarchitektonik der Hypophyse an Hand von vollkommenen Gefäßinjektions-Präparaten. Akademische Verlags-Gesellschaft Geest & Portig, Leipzig 1951.
- Die Darstellung von Lymphströmungen im inneren Milieu des Gehirns mit Hilfe der Ausbreitung von Bakterien bei entzündlichen Hirnkrankheiten. Geest & Portig, Leipzig 1951.
- Die Geschichte der Hirnforschung und die Behandlung von Hirnerkrankungen : Rundfunkvortrag. Hirzel, Leipzig 1953.
- Das rote Kernsystem und die Haltungs- und Stellreflexe beim Menschen. Akademie-Verlag, Berlin 1954 (Abhandlungen der Sächsischen Akademie der Wissenschaften zu Leipzig, Mathematisch-Naturwissenschaftliche Klasse; 44,4).

## Ehrungen
- 1954: Nationalpreis der DDR